# Blanca Li
Blanca María Gutiérrez Ortiz (Granada, 12 de gener de 1964), més coneguda com a Blanca Li, és una coreògrafa, ballarina, cineasta i realitzadora espanyola. El seu estil va des del flamenc al Hip-hop, passant pel ballet clàssic i la dansa barroca.

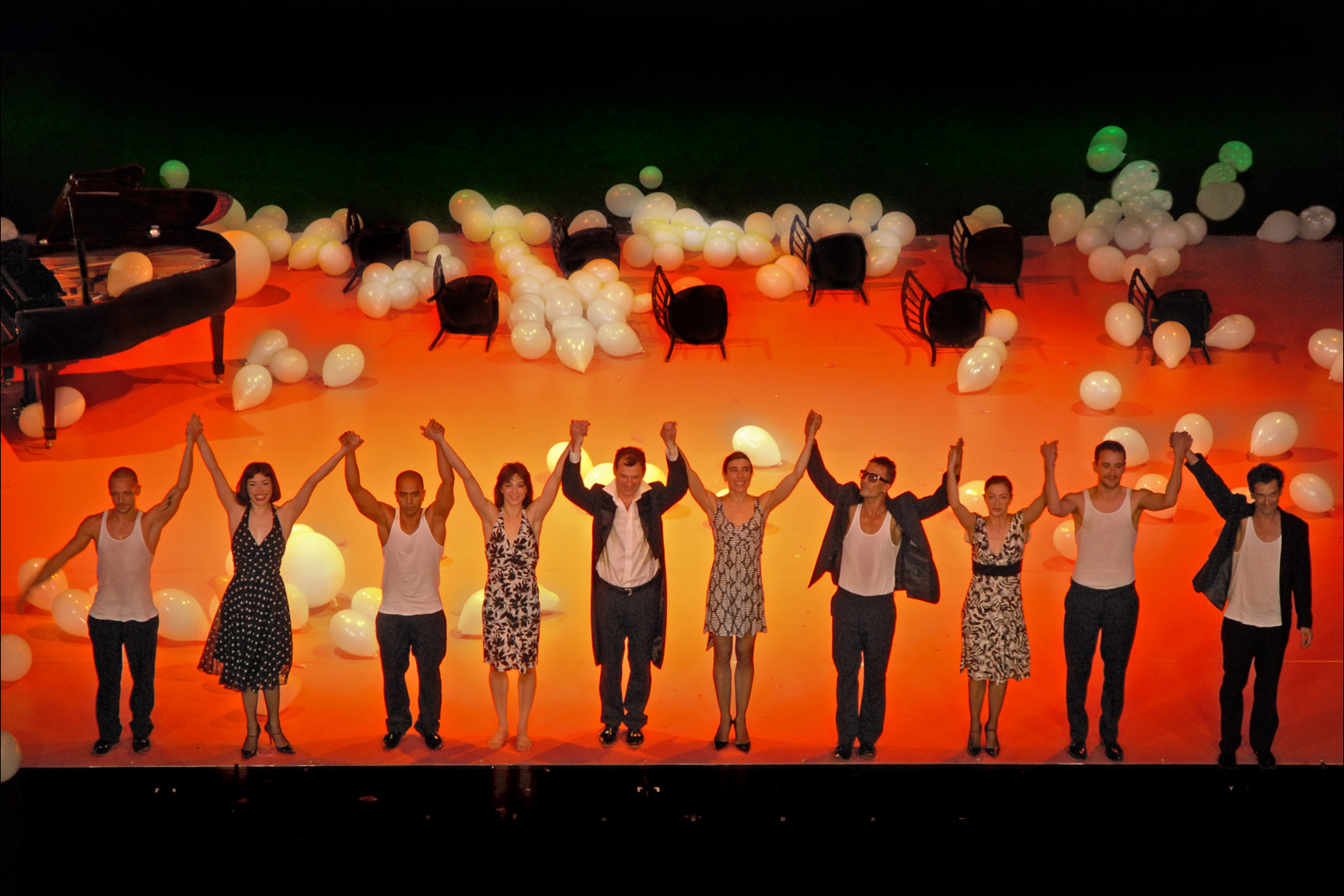
Blanca Li al seu espectacle Le jardin des délices al Teatre dels Camps Elisis

## Biografia
Neix a Granada, en el si d'una família nombrosa de set germans. Durant la seva infància, comença a rebre classes de flamenc i es presenta a un certamen per a formar part de l'equip nacional de gimnàstica rítmica. Als 12 anys és acceptada en l'equip, però per motius de salut relacionats amb el seu creixement, abandona l'equip sis mesos abans de les Olimpíades. No obstant això, a causa de la seva necessitat d'activitat física, Blanca Li decideix canviar la gimnàstica per la dansa.
Als 17 anys es muda a Nova York, on es forma com a ballarina i coreògrafa durant cinc anys a l'escola de Martha Graham. Posteriorment també estudiarà a les escoles d'Alvin Ailey, Paul Sanasardo, i el Clark Center, així com amb l'artista amb Merce Cunningham.
A Nova York, Blanca viu en Harlem, on presència el naixement del hip-hop. Té lloc a l'East Village el seu primer espectacle, compost per diferents estils: dansa clàssica, moderna i hip-hop. Durant aquests anys Blanca coneix a Etienne Li, un matemàtic artista del grafiti franc-coreà, que dissenya els fullets del seu primer espectacle i que posteriorment es convertirà en la seva parella.
Durant la seva estada a Nova York forma amb la seva germana, Chus Gutiérrez, un grup de pop que canta flamenc-rap feminista, vestides amb vestits de flamenca al qual bategen com Xoxonees. Reben una oferta a Espanya, on treuen un disc homònim l'any 1989. A la fi dels vuitanta, fongui la seva primera companyia a Madrid. L'any 1992, actua amb ella a l'Exposició Universal de Sevilla.
En aquest mateix any, Blanca Li es muda a París. Durant el seu primer any en la capital francesa treballa en un cabaret de Pigalle, on es dedica a presentar a cantants i altres artistes.

## Companyia de dansa Blanca Li
En 1993, s'estableix a París per a fundar la seva pròpia companyia de dansa contemporània, amb un repertori de 14 grans peces. En 1998, obre el seu estudi de ball a París. Macadam Macadam, una obra hip-hop creada per al festival Suresnes Cite Danse de 1999, es converteix en una referència del gènere que realitza una gira mundial passant per diversos festivals com el Festival d'Avinyó o el Festival of Arts and Ideas en New Haven. En 2006, Macadam Macadam rep el premi Globes de Cristall al millor musical. Blanca crea Zap! Zap! Zap!, el seu primer espectacle representat únicament per una dona, que va triomfar en el Théâtre national de Chaillot a París i a la sala The Kitchen de Nova York en el festival France Moves Festival (2001).
Per a la creació de les seves obres, Blanca presa la inspiració de diverses fonts: des de les cerimònies de tràngol Gnawa marroquins per a Nana et Lila, fins a l'art de l'antiga Grècia per a Le Songe du Minotaure.
En col·laboració amb els artistes plàstics Jorge i Lucy Orta, representa el caos del món contemporani després dels atemptats de l'11 de setembre en l'espectacle Borderline (2002). La seva obra Corazón Loco, dirigida per Catherine Simonpietri, juga amb la fusió i desintegració de l'amor, i combina ballarins amb cantants lírics del grup vocal Sequenza 9.3.
El seu espectacle Poeta en Nueva York, inspirat en els poemes de Federico García Lorca i encarregat per la Conselleria de Cultura de la Junta d'Andalusia, reuneix prop de 150000 espectadors durant les seves representacions en el Festival d'estiu de Granada (dues temporades), al Théâtre national de Chaillot de París i als Teatros del Canal de Madrid.
En 2013, la Companyia de Dansa Blanca Li celebra el seu 20 aniversari realitzant una gira formada per quatre espectacles amb més de 100 representacions:
- Macadam Macadam es continua representant amb un equip de ballarins de hip-hop espanyols i francesos.
- Garden of Earthly Delights, una fantasia oniríca inspirada en el quadre de Hieronymus Bosch.
- Elektro Kif, que posa per primera vegada sobre l'escenari el nou estil de ball «electro» (una original dansa urbana nascuda a França). És representat durant una llarga temporada a la sala La Cigale a París, després de la gira pel Regne Unit, el Japó, la Xina, Filipines, Indonèsia i França.
- Robot, en col·laboració amb els artistes japonesos Maywa Denki i robots Nao de Aldebaran. S'estrena en el festival Montpeller Danse de 2013, i acaba l'any en el prestigiós Théâtre des Champs-Élysées de París després d'una temporada d'èxit rotund. Robot obre nous horitzons en el món de l'espectacle en introduir robots en escena. Per aquest motiu, és aclamat internacionalment per la premsa.[5][6]

## Opera, teatre, esdeveniments i obres
De manera externa a la seva companyia, Blanca Li ha coreografiat i produït un gran nombre de projectes per a institucions importants. En 1997, és contractada per la Ópera de Nancy per a dirigir i coreografiar dues òperes: La vida breve i El Amor Brujo i, el 1999, la premier mundial de Un Tango Pour Monsieur Lautrec. Aquest mateix any, la Òpera de París li demana una coreografia contemporània per a l'òpera barroca Les Indes galantes, dirigida per William Christie i produïda per Andrei Serban.(l'òpera ballet de Rameau, ara part del repertori de la Opéra, va ser llançada en DVD en 2005). Per al canvi de segle, Blanca Li crea juntament amb artistes trapezistes, el ballet aeri Univers Unique. L'any 2000, a petició de Monique Loudières, la primera ballarina de la Ballet de l'Òpera de París, Blanca Li crea Silhouette, un solo en el qual ella és la protagonista i que seria representat en el Festival d'Avinyó.
L'any 2001, Blanca Li rep el major honor en el món de la dansa: la proposta del famós Ballet de l'Òpera de París, que la convida a crear un nou ballet basat en Sheherazade de Rimski-Kórsakov, juntament amb Christian Lacroix com a dissenyador de vestuari. Aquest mateix any, Blanca Li és elegida directora artística i coreògrafa del Berlín Ballet a l'Òpera Còmica de Berlín a Alemanya, una companyia de 24 ballarins, per als quals ella crea una nova versió del Le Songe du Minotaure, que també és representada al Festival de Mèrida a Espanya. Borderline es produeix com una premier mundial pel Berlín Ballett al juny de 2002. Al març de 2003, Blanca Li crea en la Òpera de la Bastilla de París una coreografia per a Guillem Tell, produïda per Francesca Zambello. Al Andalus, acompanyada de l’obra El amor brujo de Manuel de Falla, s'estrena en l'Opera de Massy abans de ser representada a l'Alhambra per al Festival Internacional de Música i Dansa de Granada al juny de 2004.
Al març de 2004, Blanca Li és convidada com a coreògrafa per a la nova producció de Don Giovanni en la Òpera Metropolitana de Nova York, produïda per Marthe Keller. En 2005 crea la coreografia per a la comèdia musical Bagdad Café juntament amb Bob Telson i Percy Adlon. A l'octubre de 2008, crea Enamorados Anónimos, un musical representat durant set mesos en el Teatre Movistar, en la Gran Via a Madrid. Al juliol de 2009, coreografia Am Anfang de Anselm Kiefer en la Òpera de la Bastilla, un esdeveniment especial amb motiu del retir de Gerard Mortier com a director. Blanca Li coreografia Quel Cirque! al gener de 2010. Es tracta d'una peça curta, de 25 minuts de durada, per al Col·lectiu Jeu de Jambes, pioner de la música jazz-rock a França, encarregada pel Festival Suresnes Cités Danse.
Al març de 2010, dirigeix i coreografia l'òpera Treemonisha de Scott Joplin al Théâtre du Châtelet de París. Al juny d'aquest mateix any, representa a Espanya dues òperes del compositor contemporani Luis de Pablo, Very Gentle i Un parque (Teatros del Canal, Madrid).
En l'àmbit de les arts visuals i multimèdia, el MUSAC (Museu d'Art Contemporani de Castella i Lleó) convida a Blanca Li a realitzar la seva primera exposició: Te voy a enseñar a bailar, del 26 de enero hasta el 4 de mayo de 2008.
Al setembre de 2009, com a part de la Nit en Blanc de Madrid, Blanca Li dissenya Ven a bailar conmigo, una obra audiovisual i interactiva, en la qual desenes de milers de persones ballen pels carrers de la capital espanyola. L'edició francesa de la Fête de la Danse de Blanca Li es converteix en un important esdeveniment en el Grand Palais de París al setembre de 2011. En ell participen més de 15000 persones, i posteriorment és encarregat pel Museu Guggenheim de Bilbao en 2012 i pel centre cultural Odysud de Tolosa en 2013.
Representa nombroses desfilades i esdeveniments per a Stella McCartney, Hermès, Jean-Paul Gaultier, H&M, Target, Just One Eye y muchos otros en París, Londres, Nueva York, Los Angeles o Xangai.
En 2019 Blanca Li és nomenada directora dels Teatros del Canal a Madrid.

## Pel·lícules, publicitat i vídeos musicals
Des del principi, Blanca Li amplia la seva activitat participant com a coreògrafa en la indústria cinematogràfica, en pel·lícules com a Gazon Maudit de Josiane Balasko, Nettoyage à sec d’Anne Fontaine), L'Écume des jours de Michel Gondry, Los amantes pasajeros de Pedro Almodóvar. També es dedica al món publicitari (Perrier, Gap, Jean-Paul Gaultier, Prada, Lancôme, Longchamp, Beyoncé, H&M, Kookai, Kenzo)i realitza vídeos musicals amb artistes com Daft Punk (en Around the World), Blur (en Music Is My Radar) , Rita Mitsouko, Goldfrapp, Kanye West, Paul McCartney, Coldplay (a True Love) i altres.
Escriu guions i roda el seu primer curtmetratge: Angoisse (Angoixa), guardonat amb quatre premis en els festivals de Brest (1999), Grenoble (1999) i Créteil (2000). En aquest últim rep el premi del públic i el premi a millor curtmetratge. Dirigeix nombrosos projectes audiovisuals i curtmetratges còmics (And so on, la Paella, Un après-midi, Sandance, Home Fitness). A més de tots aquests projectes, dirigeix una adaptació de la seva obra coreogràfica Al Andalus per a la cadena televisiva ARTE l'any 2002.
El seu primer llargmetratge, Le Défi (El Desafiament), s'estrena al maig de l'any 2002. Es tracta d'una comèdia musical d'estil hip hop interpretada per Sofia Boutella, Amanda Lear i altres 150 ballarins i ballarines. Gaudeix d'un gran èxit en taquilla: 300.000 espectadors acudeixen a veure-la a França, on es manté en cartellera durant quatre mesos. Blanca Li treballa com a directora, coreògrafa, ballarina i actriu. Al maig de 2004, aquesta pel·lícula és triada per al Festival de Cinema de Tribeca, a Nova York.
En 2009, confirma la seva aparició com un dels personatges principals en la pel·lícula Le code a changé, dirigida per Danièle Thompson. També en 2009 dirigeix un episodi per a la segona temporada de la sèrie X Femmes emesa en Canal+ França, titulat Pour Elle i protagonitzat per Victoria Abril. El seu segon llargmetratge com a directora és Pas à Pas, un documental sobre el procés creatiu de Corazón loco, que s'estrena en els teatres francesos al gener de 2010. En 2013, dirigeix el rodatge dels seus espectacles Elektro Kif i Robot per a France Télévisions.
El seu llargmetratge Robot, director's cut s'estrena el 2 de febrer de 2015 en el festival Dance on Camera del Lincoln Center Film Society (Societat Fílmica del Lincoln Center).
El seu cinquè llargmetratge com a directora, Elektro Mathematrix, és una adaptació musical del seu espectacle Elektro Kif. El seu rodatge té lloc a un institut de París el 2014.

## Controvèrsies
En 2022, mentre dirigia els Teatros del Canal, Premi Nacional de Literatura Dramàtica en 2009, per censurar la seva obra 'Muero porque no muero' estant ja acordada la seva programació. Blanca Li va dir haver-la cancel·lat a tres dies de la publicació de la programació per "qüestions econòmiques" i fins i tot culpant a la inflació. No obstant això, l'obra estava seleccionada per la xarxa Prospero Expanded Theater i, sempre segons la versió del propi Bezerra, comptava amb 45.000 € dels 50.000 € que inicialment eren a càrrec dels Teatros del Canal (la resta el pagava la productora Bitó). Suposadament, la xarxa teatral europea Prospero, en assabentar-se de la situació, va oferir cobrir els 5.000 € restants, sense que ells suposés la reposició de l'obra, sempre en paraules de Bezerra.
Posteriorment, Serge Rangoni, director del Theatre de Lieja i responsable del projecte Prospero estipulava que aquesta subvenció habitualment cobria una mica menys del 50% de la producció, i que els Teatros solien sumar a més altres despeses, com la gravació de l'obra per a la seva emissió en una plataforma especialitzada. La quantitat que havien d'aportar els Teatros del Canal, en paraules de Rangoni, "potser estaria per sobre dels 70.000 euros dels quals parla Mariano de Paco" (en aquells dies director gerent dels Teatres del Canal), en un any on el pressupost dels teatres es mantenia en 3.600.000 euros, quantitat similar a les anteriors, però ara a repartir entre dotze mesos en lloc de sis. Val a dir que Teatros del Canal no té una oficina de producció pròpia, només coprodueix amb promotors i institucions privats i/o públics i sempre com a coproductor minoritari.
L'obra porta a Santa Teresa de Jesús ressuscitada al present, on entra en contacte amb la prostitució, les drogues i l'ocupació en una lectura de la seva vida que estableix equivalències amb com seria en el present. Bezerra sempre ha esgrimit que això no va agradar a uns certs grups polítics. En la Comissió de Cultura de l'Assemblea, Gonzalo Babé, portaveu de Vox, venia qüestionant l'estrena de determinades obres al PP.
Blanca Li va ser convidada a comparèixer enfront de la Comissió de Cultura de l'Assemblea de Madrid per representants de PSOE i Más Madrid, però va declinar la compareixença, que és voluntària, com recull la normativa de la cambra de representants madrilenya. Mesos després de la polèmica, va negar haver sucumbit a la presumpta censura per part del grup parlamentari Vox, que en 2023 participarà com a promotor polític en una campanya de cancel·lació i censura local més explícita com a resultat de la seva entrada en governs autonòmics i locals.
Al desembre de 2022, després que Blanca Li esgrimís "amenaces" i "assetjament en les xarxes" per part de Bezerra,  i que el dramaturg demanés metafòricament "el cap" de la directora en una columna d'opinió, el dramaturg va promoure un Manifest en suport a si mateix que van signar més de 170 personalitats de la cultura com Pedro Almodóvar, Juan Diego Botto, Elisabeth Duval, Javier Bardem o Lola Blasco entre d'altres. El manifest es declarava també a favor que els directors artístics teatrals, com Blanca Li, treballin "amb llibertat" i sense ingerències polítiques.

## Filmografia

### Llargmetratges
| Any  | Pel·lícula           |
| ---- | -------------------- |
| 2002 | Le défi (El desafío) |
| 2009 | Paso a paso          |
| 2011 | Cena de amigos       |

### Televisió
- X Femmes (2009), 2a temporada, ep. 2., «Pour elle (For her)» (amb Victoria Abril). Directora.[24]
- Bailando con las estrellas (2024). Jurat.

## Discografia
- 1989 - Xoxonees (Epic - CBS)
- 1992 - Duplex (RTVE) – Disc compartit amb Paco Clavel, Blanca Li apareix com a Sara Gossa

## Premis
- Per l'espectacle Nana et Lila
  - Premi «public off» del millor espectacle de dansa en el Festival d'Avinyó Off (1993)
- Per l'espectacle Macadam Macadam
  - Premi Globus de Cristall al millor espectacle 2006 en la categoria òpera dansa adjudicat per 3000 periodistes de la premsa escrita i televisiva francesa. (2007)
- Pel curtmetratge Angoisse (Angoixa)
  - Premi del públic al Festival europeu de curtmetratge de Brest (1999)
  - Premi Fuji Festival de curtmetratge de Grenoble (1999)
  - Premi millor curtmetratge al Festival Internacional de Cinema de Dones de Créteil (2000)
  - Premi del públic al Festival Internacional de Cinema de Dones de Créteil (2000)
- Pel llargmetratge Le défi (El Desafiament)
  - Premi del Públic (Audience choice award), festival Moving Picture, Toronto
- Per Poeta en Nueva York
  - Premi Max a la millor coreografia (2008)

### Distincions individuals per la seva carrera artística
- Nomenada Cavaller de l'Orde Nacional del Mèrit, per la ministra delegada d'Afers exteriors, França, maig de 2004
- Premi Manuel Falla atribuït pel jurat en unanimitat, per «la seva contribució innovadora a la dansa contemporània, en reconeixement de la seva trajectòria professional de creació i difusió de la cultura andalusa a nivell internacional», adjudicat per la Conselleria de Cultura de la Junta d'Andalusia, Espanya, desembre de 2004.[25]
- De 2006 a 2010, Blanca Li exerceix la labor de directora del CAD (Centre Andalús de Dansa), un institut per a ballarins professionals a Sevilla en el qual crea una secció de hip-hop i un programa sobre l'Escola bolera, un gènere espanyol gairebé desaparegut en aquesta època.
- Nomenada Oficial de l'Orde de les Arts i les Lletres pel Ministre de la Cultura i de la comunicació, França, març de 2007.
- A l'octubre de 2009 se li concedeix a Espanya la Medalla d'Or al Mèrit en les Belles Arts, una distinció per a 20 figures importants en l'art i la cultura.[26]
- En 2013 es crea una entrada sobre Blanca Li en el diccionari francès Petit Larousse!
- En 2014 el president francès François Hollande li atorga la insígnia de Cavaller de la Legió d'Honor.[27]
- En 2018 va ser guardonada amb el Premi Prestigi Turístic de l'Ajuntament de Granada amb el Guardó d'Honor Internacional.[28]
- El 24 d'abril de 2019 va ser triada membre de l‘Acadèmia de Belles Arts de França, en la secció de coreografia.[29][30] Tomó posesión de su asiento el 20 de octubre de 2021.[31]